# Philodromus kraepelini
Philodromus kraepelini es una especie de araña cangrejo del género Philodromus, familia Philodromidae. Fue descrita científicamente por Simon en 1905.

## Distribución
Esta especie se encuentra en Indonesia.